# トヨタ工業学園
トヨタ工業学園（トヨタこうぎょうがくえん、英称：TTSA - Toyota Technical Skills Academy）は愛知県豊田市にあるトヨタ自動車が運営する認定職業訓練による私立の職業能力開発校。

## 概要
学校教育法ではなく、職業能力開発促進法に基づいているため、専修学校や高等学校のような学校教育の施設ではない。1938年（昭和13年）に設立された戦前の職業教育機関の豊田工科青年学校が学校の起源である。
高等部及び専門部からなる。
専門知識および技能の教育はもとより、社会人としての良識ある活動意欲の育成、強靭な体力形成などを教育目標と位置付けている。
グローバル化に対応するための英語教育にも力を入れている。
同時に、非常に厳しい規律訓練があることでも知られており、軍隊のように行進の練習などにも力を注いでいる。
また、クラブ活動も盛んで、「科技高豊田」として参加しているソフトボール部は全国レベルである。
毎年、優秀な技術者を輩出しており、内外からの評価は高く、職場配属後の国外勤務もある。

## 沿革
- 1938年（昭和13年） 豊田工科青年学校が開校される。
- 1962年（昭和37年） トヨタ技能者養成所に名前を改称する。
- 1967年（昭和42年） 科学技術学園高等学校との連携教育を開始する。
- 1970年（昭和45年） トヨタ工業高等学園に名前を改称する。
- 1990年（平成2年） 専門部を設立する。
- 1996年（平成8年） トヨタ工業技術学園に名前を改称する。
- 2002年（平成14年） トヨタ工業学園に名前を改称する。

## 高等部
高等部に入学すると、同時に通信制である科学技術学園高等学校にも入学することになる（技能連携制度）。
1年次には座学を中心に履修し、2年生からは実習や職場実習を中心となる
資格は危険物取扱者やガス溶接等の国家資格が取得できる。
また、全学園生が、登山や遠泳を体験する。訓練行事があり、
冬には20キロマラソンが毎年行われる。
2年次には、海外研修（カナダやインドなど）がある。（費用は手当てから天引きのため、金銭面での負担は無いと言っていいだろう）

## クラブ活動
- 硬式野球部
- ラグビー部（休部）
- サッカー部
- ソフトボール部
- 陸上長距離部
- バスケットボール部
- バレーボール部
- 吹奏楽部
- 剣道部
- モノづくり（技能五輪）

## 進路先
卒業後はトヨタ自動車に採用され、主に生産部門に配属される。
また卒業後、1年間の実務経験と配属職場の推薦、社内選抜試験により、豊田工業大学への進学が可能である（在学中、奨学金が支給される）。

## 専門部
専門部では高等学校を卒業している者が1年間、企業内教育を受けることができる。
卒業後はトヨタ自動車に採用され、保全部門などに配属される。

## 卒業生
- 河合満（トヨタ自動車 副社長、日本経営協会 副会長、日本プラントメンテナンス協会 会長）
- 田口守   (トヨタ自動車 専務役員)
- 田口一男（日本社会党所属の衆議院議員）
- 渡辺武三（民社党所属の衆議院議員）

## アクセス
- 名鉄豊田線 三好ヶ丘駅より徒歩で約7分。